# 1665年大彗星
1665年大彗星（Great Comet of 1665），正式命名為C/1665 F1，是一顆1665年肉眼可見的彗星。由於其非凡的亮度，它被認為是大彗星之一。
1665年大彗星是啟蒙時代出現的第二顆大彗星，僅僅晚1664年大彗星幾個月。西方世界所有頂尖科學家和思想家都觀測過這顆彗星，包括艾薩克·牛頓、埃德蒙·哈雷、約翰·赫維留、羅伯特·胡克、塞繆爾·皮普斯、喬瓦尼·多梅尼科·卡西尼等人。

## 觀測歷史
根據約翰·赫維留的說法，整個歐洲都觀測到了這顆彗星，並且可能最早於3月27日上午在法國發現，他本人於4月6日至20日在但澤仔細觀測到了這顆彗星。4月6日後半夜直到黎明，他都能看到它的17°長的尾巴。隔年，他在《Cometographia》中發表了對彗星在天空中運動的詳細描述，這也可以在他的《Machina coelestis》第二卷中找到。
中國天文學家指出，當地時間3月28日上午首次看到「一顆非凡的恆星」。4月8日，一條長度超過8°的尾巴形成，中國觀測紀錄直到4月16日為止。韓國和日本天文學家也觀測到這顆彗星。
法國耶穌會教士弗朗索瓦-約瑟夫·勒梅西耶（François-Joseph Le Mercier）於3月29日早上在魁北克首次見到彗星，並能夠間歇性地觀察直到4月17日。
阿德里安·奧祖（Adrien Auzout）和皮埃爾·佩蒂特（Pierre Petit）從四月初到四月中旬在巴黎觀察過彗星。經過幾次觀察後，Auzout為剩餘的觀察期建立了星曆表。艾薩克·牛頓從4月11日開始在倫敦觀測了這顆彗星，為期四天。
4月25日，這顆彗星以約1.2°的距離掠過太陽，對地球上的觀測者來說，這是無法觀測到的。經過太陽後，北半球就再也看不到這顆彗星了。
4月20日，這顆彗星的視星等達到-1等。